# Adesmus icambi
Adesmus icambi es una especie de escarabajo longicornio del género Adesmus, categorizada en la tribu Hemilophini, de la subfamilia Lamiinae. Fue descrita por Martins & Galileo en 2009.

## Descripción
Mide 11,1 mm de longitud.

## Distribución
Se distribuye por Costa Rica.